# Чучи, Сами
Сами Чучи (фр. Sami Chouchi; род. 22 марта 1993, Брюссель) — бельгийский дзюдоист, призёр чемпионатов Европы в весовой категории до 81 кг. Победитель турнира Большого Шлема в Тбилиси в 2021 году. Участник I и II Европейских игр. 

## Спортивная карьера
На чемпионате Европы среди молодёжи в 2013 году в Сараево завоевал первую для себя значимую медаль - бронзу в весовой категории до 73 килограмм.
Принимал участие в Европейских играх 2015 года, которые состоялись в Баку. Через четыре года в Минске также был участником Европейских игр 2019 года в весовой категории до 81 кг.
На чемпионате Европы 2018 года, который проходил в Тель-Авиве завоевал серебряную медаль, уступив в поединке за чемпионский титул сопернику из Израиля Саги Муки.
В 2021 году на турнире Большого Шлема, который состоялся в Тбилиси, в весовой категории до 81 килограмма, одержал победу. 
В апреле 2022 года на чемпионате Европы в столице Болгарии, в весовой категории до 81 кг завоевал бронзовую медаль турнира.